# مجيد كاظمي
مجيد كاظمي بروفيسور أردني في الهندسة النووية والميكانيكية في «معهد ماساتشوستس للتكنولوجيا» (أم. آي. تي.)Massachusetts Institute of Technology (MIT)، تفوّق في مجاله وأبدع فتبوّأ أهمّ المناصب العلمية والأكاديمية. هو حالياً مدير «مركز الأنظمة المتطوّرة في الطاقة النووية» Center for Advanced Nuclear Energy Systems (CANES) الذي أقدم على تأسيسه عام 2000. كما شغل منصب رئيس قسم الهندسة النووية في «معهد ماساتشوستس للتكنولوجيا» بين عامي 1989 و1997. حاز على جائزة مبادرة «تكريم» للإنجازات العربيّة عن قئة الإنجاز العلمي والتكنولوجي.
أخصائي في مجال تصميم المفاعلات النووية وتحليل دورات الوقود النووي، وسلامة البحوث الذرية، كرّس كاظمي طوال العقد المنصرم وقته وخبراته المكتسبة في مجالات تصميم المفاعلات النووية والوقود المتطوّرة من أجل تحسين الفاعلية والاقتصاد، وقد تولّى، نظراً لبراعته المهنية وقدراته العديدة، الإشراف على عددٍ من المسائل الحاسمة على غرار السلامة ورفاه المجتمع في حين واصل أبحاثه المبتكرة والمتطوّرة تقنياً في مجال الطاقة.
ساهم هذا الباحث المتميّز والأستاذ الجامعي، في نشر المعرفة وتعريف أجيال من الطلبة إلى أحدث التطوّرات والابتكارات في عالم التكنولوجيا. تولّى الإشراف على أكثر من خمسين رسالة دكتوراه في «معهد ماساتشوستس للتكنولوجيا». عُيّن عضواً في العديد من المجالس نذكر منها مجلس أمناء «جامعة القدس» في القدس، وهيئة التدقيق لـ«برنامج البحث عن الطاقة النووية» في إسبانيا، و«لجنة الشريط الأزرق لتجدّد البحث العلمي» في الكويت، والمجلس الاستشاري الدولي لـ «برنامج الطاقة النووية لدولة الإمارات العربية المتحدة».
البروفيسور كاظمي حائز على إجازة في الهندسة النووية من «جامعة الإسكندرية» في مصر. أكمل دراسته في الولايات المتحدة حيث حصل على شهادتي الماجستير والدكتوراه في الطاقة النووية من «معهد ماساتشوستس للتكنولوجيا». نال عدّة ألقاب علمية نذكر منها لقب الزمالة من «الرابطة الأمير كية لتقدّم العلوم» ولقباً مماثلاً من «الأكاديمية الدولية للطاقة النووية».
1. ↑  "تكريم الموقع الرسمي". مؤرشف من الأصل في 2014-05-02. اطلع عليه بتاريخ 2022-05-04.